# Instytut Krajów Socjalistycznych Polskiej Akademii Nauk
Instytut Krajów Socjalistycznych Polskiej Akademii Nauk – nieistniejący instytut naukowy Polskiej Akademii Nauk z siedzibą w Warszawie działający w latach 1972-1990. Powołany został uchwałą Prezydium PAN nr 25/72 z dnia 26 września 1972 r. na bazie Zakładu Historii Stosunków Polsko-Radzieckich PAN. Zakład ten powołany został zaś uchwałą Sekretariatu Naukowego Prezydium PAN nr 10/65 z dnia 9 lutego 1965 r. na bazie Pracowni Historii Stosunków Polsko-Radzieckich, która z kolei powołana została uchwałą Prezydium PAN nr 2/61 z dnia 17 stycznia 1961 r.
Zlikwidowany w 1990 r. razem z Instytutem Nauk Politycznych PAN, na miejsce których powołano we wrześniu 1990 r. działający do dziś Instytut Studiów Politycznych PAN.